# Hans von Hembsen
Hans von Hembsen (* am Ende des 16. Jahrhunderts in Lübeck; † vor 1673 in Reval), auch Hemssen, Hemessen, Heinsenn, war ein deutscher Maler. Er war in Lübeck, Danzig und Reval tätig.

## Leben
Von Hembsen war in Lübeck ein Schüler Philipp Röselers. Nach Beendigung seiner Lehrzeit war er in Danzig und Königsberg tätig. Am 15. März 1616 reichte er ein Gesuch an den Lübecker Rat ein, mit dem er um Zulassung als Freimeister bat. Er gab an, dass er sich „von Jugend auf im Malen, der Kunst der Kontrafaktur und besonders in der pictur der Landschaften geübt habe“ und unterzeichnete das Schreiben mit „Conterfeier und Mahlergesell“. Er erbat ferner den Schutz vor den Amtsmeistern, die seine Aufnahme ins Amt nur annehmen wollten, wenn er sich bereit erklären würde, bei einem von ihnen eine Lehrstelle anzunehmen oder die Tochter eines Meisters zur Frau zu nehmen. Seinem Gesuch wurde nicht stattgegeben, da die Amtsmeister am 10. April 1616 Einspruch einlegten. Sie beriefen sich darauf, dass sie bereits die drei Maler Arnt Raetke, Elias Meyer und Jacob Reussborg aufgenommen hätten. „Hans von Hemißen“ wurde 1618 Bürger der Stadt und stellte am 26. April 1625 ein zweites Gesuch auf Annahme durch den Lübecker Rat. Diesem fügte er das Gemälde Audienzsaal im Lübecker Rathaus vor der Erneuerung von 1573 mit Sitzung des Obergerichts bei.
Der ehemalige lübeckische Stadtarchivar Paul Ewald Hasse vermutete, dass es sich dabei um ein Bild handelt, das in das St. Annen Museum Lübeck kam und sich zuvor in der Hörkammer des Rathauses befand und eine Sitzung des Obergerichts darstellt. Am 16. Juni 1625 erhielt Hembsen die Berechtigung sich in Lübeck als Freimaler zu betätigen. Es gab jedoch die Einschränkung, dass er nur berechtigt sei eigenhändige Bildnisse, Landschaften und Historiendarstellungen anzufertigen und maximal einen Gehilfen annehmen durfte, der ihm bei der Herstellung der Farben helfen dürfe, jedoch wurde ihm das Recht verwehrt die Malkunst zu unterrichten. Da Hembsen diese Vorgaben nicht beachtete und einen Gesellen bei sich aufnahm, wurde am 5. April 1626 und erneut am 5. September 1627 dessen sofortige Entlassung gefordert und ihm eine Strafe von fünf Talern auferlegt.
Nachdem Hembsen geheiratet und sich seine Familie schnell vergrößert hatte, geriet er bald in finanzielle Schwierigkeiten. Hinzu kam, dass ihn Krankheit und Augenschwäche am Malen hinderten. Am 10. März 1629 erbat er vom Rat die Genehmigung einen Gesellen einstellen zu dürfen, oder ihm die freie Zöllnerstelle am Burgtor zu verleihen. Am 15. April 1629 wurde ihm erlaubt mit einem Gesellen zu arbeiten. Da es heißt er sei mit dem Lübecker Bürgermeisters Lorenz Möller verwandt gewesen, kann man annehmen, dass seine Ehefrau dessen Tochter oder seine Mutter eine Schwester Möllers war.
Um 1637 war Hembsen nach Reval gekommen und arbeitete dort mit einem Gesellen. Am 11. Dezember 1637 richtet er auch hier ein Gesuch an den Rat ihn als Freimaler vor städtischen Amtsmeistern zu schützen während die Gegenseite sich darüber beklagte, dass er als ausländischer „Contrafeier“ den örtlichen Meistern Lohn und Brot wegnähme, indem er mit seinen Werken hausieren ginge. Hembsen entgegnete, dass die Amtsmeister ihn und seinen Gesellen Hans Deters als Bönhasen verfolgen. Wie die Entscheidung des Rates ausfiel, ist unbekannt. Da keine gesicherten Werke Hembsens aus Reval bekannt wurden erscheint eine Ablehnung wahrscheinlich. Im Jahr 1673 geht aus einer Nachricht hervor, dass er „indem Er gedachte Unßer Ambt einzugreiffen, vndt unßere Nahrung zu schmelern, dennoch diese Stadt Reumen, nach Reval ziehen vndt daselbsten im Elende [hat] sterben müssen.“ Hembsen hatte mehrere Kinder darunter seinen Sohn und Nachfolger Albrecht von Hembsen (um 1625–1657), der gemeinsam mit seiner Frau an der Pest starb.

## Werke (Auswahl)

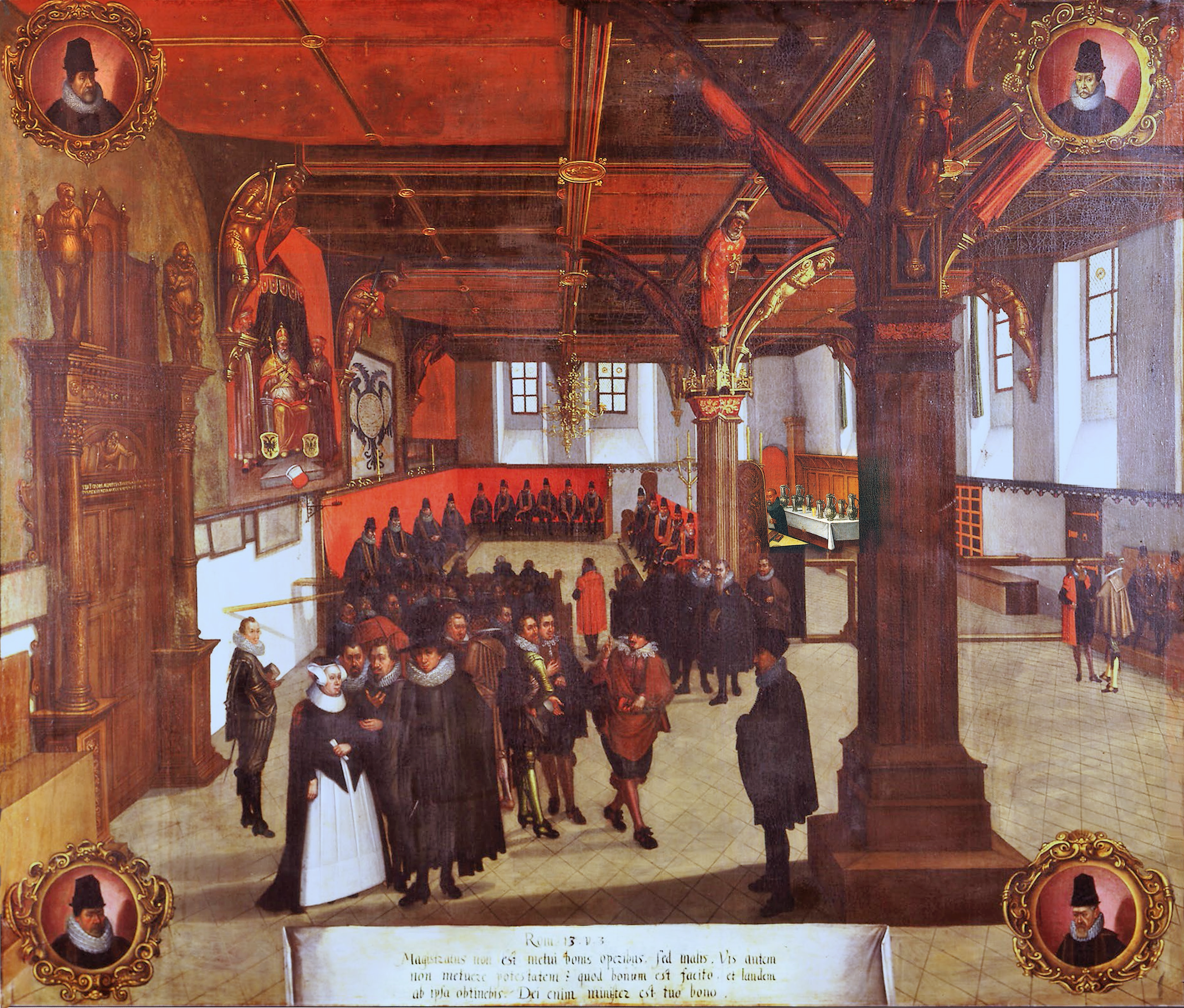
Sitzung des Lübecker Ratsgerichts, 1625. St. Annen-Museum, Lübeck

- Audienzsaal im Lübecker Rathaus vor der Erneuerung von 1573 mit Sitzung des Obergerichts 1625
- Der Fahnenträger (St. Annen-Museum, Lübeck)[2]
- Epitaph des 1634 gestorbenen Lübecker Bürgermeisters Lorenz Möller (24. März 1560–S. März 1634) auf Kupfer gemalt. Gestiftet von seiner Witwe Magdalena (geborene Bonnus) und seiner Tochter Anna.[3] Es war mit Hans v. Hembsen 1630  oder 1633 signiert und enthielt außer einem Porträt des Verstorbenen eine Auferstehung Christi und im Mittelbild eine Kreuzigung Jesu zwischen den Schächern.[4]

Mögliche Zuschreibung
- Der hl. Lukas malt die Madonna 1633[5]
- Epitaph des Bugislaus von Rosen in der Nikolaikirche von Reval, das eine Auferstehung und ein Stifterporträt zeigt.[6]